# Naturpark Bayerische Rhön
Naturpark Bayerische Rhön ligger i hjørnet, Dreiländereck mellem Bayern,
Hessen og Thüringen. 70 km² af den 125 km² store Naturpark er af UNESCO gjort til en del af det grænseoverskridende Biosfærereservat Rhön.

## Landskabet
Naturparken ligger mellem Spessart, Vogelsberg, Thüringer Wald, Haßberge og Steigerwald. Den er præget af blandet skov, vandløb, landbrugsområder og både moser og tørre områder.